# Aurora lucis rutilat
Aurora lucis rutilat (en français : « L'aurore embrase de lumière ») est une hymne pour le temps de Pâques, composée au IVe ou au Ve siècle et traditionnellement attribuée à saint Ambroise. Elle est formée de onze quatrains octosyllabiques. Découpée en trois parties (Aurora lucis rutilat, actuel hymne des laudes dans l'Église catholique du dimanche de la divine Miséricorde à l'Ascension dans l'Église latine, Tristes erant Apostoli, repris dans le commun des apôtres évangélistes - premières et deuxièmes vêpres, matines - pendant le temps de Pâques, et Claro Paschali gaudio, également dans le commun des apôtres et évangélistes - laudes - pendant le temps de Pâques), elle est intégrée au bréviaire romain.

## Historique

### Réforme sous influence des humanistes
À la Renaissance, l'invention de l'imprimerie fit connaître les œuvres classiques en latin, qui étaient écrites d'après la quantité syllabique. D'où, les humanistes attaquaient tant le chant grégorien que les hymnes classiques de l'Église. Sous le pontificat d'Urbain VIII, le Saint-Siège décida de publier un nouveau hymnaire, avec un remaniement considérable des textes. D'où, cette hymne subit une révision totale. Or, cette nouvelle version ne fut pas acceptée auprès des ordres religieux.

### Usage actuel
À la suite du concile Vatican II, l'abbaye Saint-Pierre de Solesmes édita et publia en 1983 son nouveau Liber Hymnarius, dans lequel cette hymne se trouve à la page 82. Il s'agissait d'une publication sous approbation de la congrégation pour le culte divin et la discipline des sacrements, donnée le 25 mars. Or, le Calendarium Concilii Vatican II actuel ne contient plus cette hymne.  

## Mise en musique

### À la Renaissance
- Roland de Lassus (1532 - † 1594) : motet de Pâques à 10 voix (posthume 1604)[5]

### Paraphrase
- Roland de Lassus (1532 - † 1594) : Magnificat super Aurora lucis rutilat à 10 voix (posthume 1619)[6]

### Notices
- Académie de chant grégorien (Belgique) :

### Liste
- Université de Waterloo (liste de manuscrits) :